# Klassiske søjleordener
De klassiske søjleordener består af fem søjler fra antikken:
Græske:
- Jonisk orden
- Dorisk orden
- Korintisk orden

Romerske:
- Toscansk orden
- Komposit orden

Søjlerne er cylindriske eller svagt kegleformede og kan have lodrette søjlefurer langs skaftet (kaldes også søjleriller, kanneleringer eller kannelurer (canne betyder rør)).
| Arkitektur | Spire Denne arkitekturartikel er en spire som bør udbygges. Du er velkommen til at hjælpe Wikipedia ved at udvide den. |